# Mallotus trinervius
Mallotus trinervius är en törelväxtart som först beskrevs av Karl Moritz Schumann och Carl Karl Adolf Georg Lauterbach, och fick sitt nu gällande namn av Ferdinand Albin Pax och Käthe Hoffmann. Mallotus trinervius ingår i släktet Mallotus och familjen törelväxter. Inga underarter finns listade i Catalogue of Life.